# Семёнова, Марина Тимофеевна
Мари́на Тимофе́евна Семёнова (17 мая (30 мая) 1908, Санкт-Петербург, Российская империя — 9 июня 2010, Москва, Российская Федерация) — советская российская артистка балета, балетный педагог. Герой Социалистического Труда (1988). Народная артистка СССР (1975). Лауреат Сталинской премии второй степени (1941) и Премии Президента Российской Федерации в области литературы и искусства (2004).

## Биография
Родилась 17 (30) мая 1908 года в Санкт-Петербурге в семье служащего, который рано умер, оставив шестерых детей. Через некоторое время появился отчим — Николай Александрович Шалоумов, рабочий петроградского завода. Жизнь девочки изменила подруга её матери, Екатерина Георгиевна Карина, которая вела танцевальный кружок, куда и стала ходить юная Марина; там она впервые вышла на сцену в одном из детских спектаклей. По совету той же Екатерины Георгиевны девочку решили отдать в хореографическое училище.
В Ленинградском хореографическом училище (ныне Академия русского балета им. А. Я. Вагановой) в тринадцатилетнем возрасте дебютировала в своей первой роли в одноактном балете Л. И. Иванова «Волшебная флейта». Возможно, именно это выступление отметил А. Бенуа в дневнике: «...общий восторг от двенадцатилетней девочки Семёновой  – действительно шустрой» (Дневник. 1918–1924. М., 2016, с. 309). Также в училище станцевала Повелительницу дриад в балете «Сильвия» Л. Делиба в постановке С. К. Андрианова. Ленинградское хореографическое училище окончила в 1925 году по классу А. Я. Вагановой, для которой была одной из первых и самой любимой ученицей. Дебютом на профессиональной сцене для выпускницы стала партия феи Наилы в балете «Ручей» Л. Делиба и Л. Минкуса, который А. Я. Ваганова возобновила специально для неё.
В 1925—1929 годы танцевала в труппе Мариинского театра (Ленинград). В 1929—1930 годах гастролировала по СССР со своим первым мужем В. А. Семёновым.
В 1930 году была принята в Большой театр, где выступала вплоть до 1952 года.
В 1935—1936 годах по приглашению Сержа Лифаря выступала в Парижской национальной опере, исполнив главную партию в балете «Жизель» а также фрагменты балетов «Лебединое озеро», «Спящая красавица» и «Шопениана» в концертных программах (партнёр — Серж Лифарь). Также участвовала в благотворительном концерте в пользу артистов балета — ветеранов Парижской оперы.
С 1953 года — педагог-репетитор Большого театра. Среди её учеников — Майя Плисецкая, Римма Карельская, Нина Тимофеева, Марина Кондратьева, Нина Сорокина, Светлана Адырхаева, Наталия Бессмертнова, Татьяна Голикова, Людмила Семеняка, Надежда Павлова, Нина Семизорова, Наталия Касаткина, Нина Ананиашвили, Инна Петрова, Галина Степаненко, Елена Андриенко, Людмила Власова. Также в её классе занимался Николай Цискаридзе.
В 1953—1960 годах преподавала в Московском хореографическом училище. В 1960 году стала одним из первых педагогов, начавших обучение будущих педагогов-репетиторов в ГИТИСе, с 1997 — профессор.
Скончалась 9 июня 2010 года в Москве на 103-м году жизни у себя дома. Похоронена 17 июня на Новодевичьем кладбище (участок № 10).

### Семья
- Первый муж — однофамилец балерины Виктор Александрович Семёнов (1892—1944), артист балета, педагог. Заслуженный артист РСФСР (1939). Брак был недолгим.
- Второй (гражданский) муж (с 1930) — Лев Михайлович Карахан (1889—1937), дипломат. В 1937-м был арестован, а 20 сентября 1937 года Военной коллегией Верховного Суда приговорён к смертной казни. Расстрелян в тот же день в здании ВКВС (кремирован в Донском крематории; посмертно реабилитирован в 1956).
- Третий (гражданский) муж — Всеволод Аксёнов (1902—1960), театральный актёр, мастер художественного слова. Заслуженный артист РСФСР (1947)[10][11].
  - Дочь — Екатерина Аксёнова, артистка балета, педагог. Заслуженная артистка Российской Федерации (1995).

### Адрес
В Москве жила в «кооперативном доме артистов» в Брюсовом переулке, 12.

## Награды и звания
- Герой Социалистического Труда (13 июня 1988) — за большие заслуги в развитии советского хореографического искусства[12]
- Заслуженная артистка РСФСР (1937)
- Народная артистка РСФСР (27 мая 1951)
- Народная артистка СССР (31 января 1975) — за большие достижения в развитии советского хореографического искусства[13]
- Сталинская премия второй степени (1941) — за большие достижения в области балетного искусства
- Премия Президента Российской Федерации в области литературы и искусства 2003 года (13 февраля 2004) — за выдающийся творческий и научный вклад в художественную культуру России[14]
- Орден Ленина (13 июня 1988)
- Три ордена Трудового Красного Знамени:
  - первый (2 июня 1937) — за выдающиеся заслуги в деле развития оперного и балетного искусства[15]
  - второй (27 мая 1951) — за выдающиеся заслуги в развитии советского музыкально-театрального искусства и в связи с 175-летием со дня основания Государственного ордена Ленина Академического Большого театра СССР[16]
  - третий (29 мая 1978) — за заслуги в развитии советского хореографического искусства и в связи с семидесятилетием со дня рождения[17]
- Орден «За заслуги перед Отечеством» III степени (22 мая 1998) — за выдающиеся заслуги в области хореографического искусства[18]
- Благодарность Президента Российской Федерации (22 марта 2001) — за большой вклад в развитие отечественного музыкально-театрального искусства[19]
- Благодарность Президента Российской Федерации (11 октября 2004) — за большой вклад в развитие хореографического искусства и многолетнюю творческую деятельность[20]
- Почётная грамота Президиума Верховного Совета РСФСР (25 мая 1976) — за многолетнюю плодотворную работу в области советского искусства и в связи с 200-летием Государственного академического Большого театра СССР[21].
- Знак «175 лет ГАБТ СССР» (1951)
- Знак «200 лет ГАБТ СССР» (1976)
- Знак «225 лет ГАБТ России» (2001)
- Знак «Большой театр» (1981)
- Приз «Душа танца» журнала «Балет» в номинации «Мэтр танца» (1997)
- Приз «Бенуа танца» в номинации «За жизнь в искусстве» (2003)
- Премия Фонда Галины Улановой «За беззаветное служение искусству танца» (2004)
- Театральная премия «Золотая маска» в номинации «За честь и достоинство» (2007)

## Репертуар вМариинском театре
- 1924 — «Тщетная предосторожность» на музыку П. Гертеля — Лиза
- 1925 — «Ручей» Л. Делиба и Л. Минкуса, хореография М. Петипа, возобновление В. Пономарёва и А. Вагановой — Наила — первая исполнительница
- 1925 — «Дон Кихот» Л. Минкуса, хореография А. Горского — Повелительница дриад
- 1925 — «Спящая красавица» П. Чайковского, хореография М. Петипа — Принцесса Флорина
- 1925 — «Шопениана» на музыку Ф. Шопена, хореография М. Фокина — Седьмой вальс и Мазурка
- 1925 — «Корсар» П. Чайковского, хореография М. Петипа — Невольница
- 1926 — «Баядерка» Л. Минкуса, хореография М. Петипа — Никия
- 1927 — «Спящая красавица» П. Чайковского, хореография М. Петипа — Принцесса Аврора
- 1927 — «Крепостная балерина» К. Корчмарёва, балетмейстер Ф. Лопухов — Авдотья-душенька — первая исполнительница
- 1928 — «Дочь фараона» Ц. Пуни — Аспиччия
- 1928 — «Конёк-Горбунок» Ц. Пуни, хореография М. Петипа и А. Горского — Царь-Девица
- 1929 — «Раймонда» А. Глазунова, хореография М. Петипа — Раймонда

## Репертуар вБольшом театре
- 1930 — «Баядерка» Л. Минкуса, хореография М. Петипа, редакция А. Горского и В. Тихомирова— Никия
- 1930 — «Лебединое озеро» П. Чайковского, редакция А. Горского — Одетта-Одиллия
- 1930 — «Баядерка» Л. Минкуса, хореография М. Петипа, редакция А. Горского — Ману
- 1930 — «Спящая красавица» П. Чайковского, хореография М. Петипа — Принцесса Аврора
- 1930 — «Красный мак» Р. Глиэра, балетмейстеры В. Тихомиров и Л. Лащилин — Тао-Хоа
- 1931 — опера «Руслан и Людмила» М. Глинки, балетмейстер Р. Захаров — Лезгинка

- 1931 — «Раймонда» А. Глазунова, редакция А. Горского — Раймонда
- 1931 — «Комедианты», балетмейстер А. Чекрыгин — Кончитта
- 1931 — «Дон Кихот» Л. Минкуса, хореография А. Горского — Китри
- 1932 — «Конёк-Горбунок» Ц. Пуни, хореография М. Петипа и А. Горского — Царь-Девица
- 1933 — «Пламя Парижа» Б. Асафьева, балетмейстер В. Вайнонен — Диана Мирей

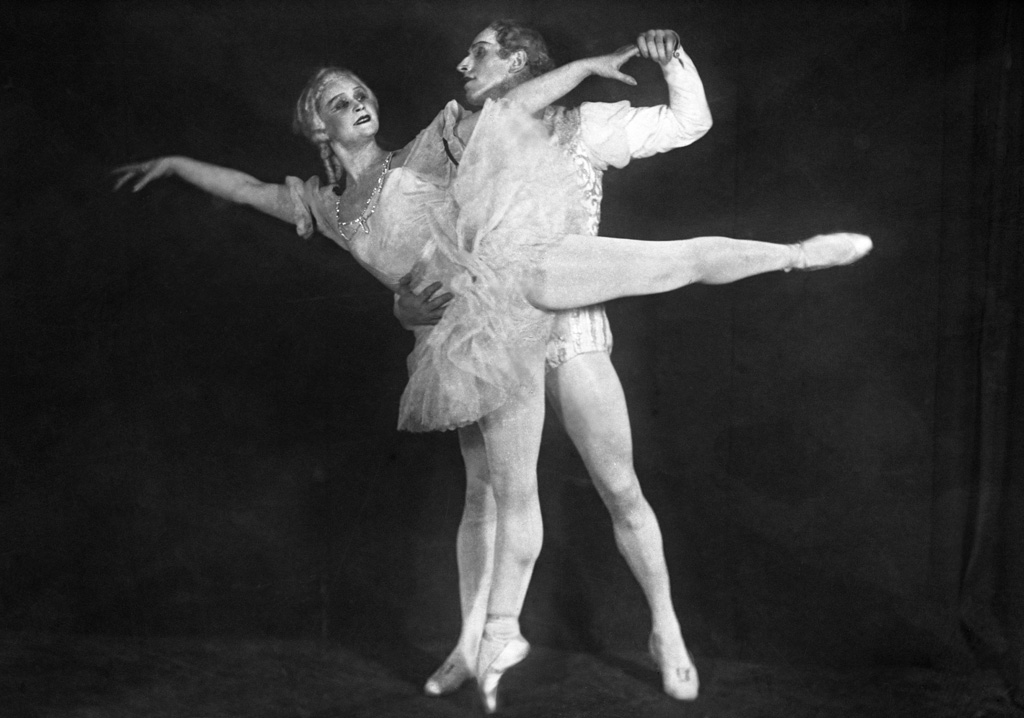
М. Семёнова и А. Ермолаев в балете «Щелкунчик», первые исполнители, 1939 г.

- 1934 — «Эсмеральда» Ц. Пуни, редакция В. Тихомирова — Эсмеральда
- 1934 — «Жизель» А. Адана, хореография Ж. Коралли, Ж. Перро и М. Петипа — Жизель
- 1935 — «Шопениана» на музыку Ф. Шопена, хореография М. Фокина — Прелюд
- 1936 — «Бахчисарайский фонтан» Б. Асафьева, балетмейстер Р. Захаров — Мария
- 1937 — опера «Руслан и Людмила» М. Глинки, балетмейстер Р. Захаров — Волшебная дева
- 1937 — «Лебединое озеро» П. Чайковского, редакция А. Мессерера — Одетта-Одиллия — первая исполнительница
- 1938 — «Кавказский пленник» Б. Асафьева, балетмейстер Р. Захаров — Полина — первая исполнительница
- 1939 — опера «Иван Сусанин» М. Глинки, балетмейстер Р. Захаров — Нимфа — первая исполнительница
- 1939 — «Щелкунчик» П. Чайковского, балетмейстер В. Вайнонен — Маша — первая исполнительница
- 1939 — опера «Абесалом и Этери» З. Палиашвили, балетмейстер Д. Джавришвили — Лекури — первая исполнительница
- 1941 — опера «Хованщина» М. Мусоргского, балетмейстер Р. Захаров — Персидка
- 1941 — «Тарас Бульба» В. Соловьёва-Седого, балетмейстер Р. Захаров — Панночка — первая исполнительница
- 1944 — «Дон Кихот» Л. Минкуса, хореография А. Горского — Уличная танцовщица
- 1945 — «Раймонда» А. Глазунова, редакция Л. Лавровского — Раймонда — первая исполнительница
- 1945 — опера «Кармен» Ж. Бизе, балетмейстер Р. Захаров — Морено — первая исполнительница
- 1945 — опера «Иван Сусанин» М. Глинки, балетмейстер Р. Захаров — Вальс — первая исполнительница
- 1946 — «Барышня-крестьянка» Б. Асафьева, балетмейстер Р. Захаров — Лиза — первая исполнительница
- 1947 — «Золушка» С. Прокофьева, балетмейстер Р. Захаров — Золушка
- 1949 — «Мирандолина» С. Василенко, балетмейстер В. Вайнонен — Мирандолина
- 1949 — «Медный всадник» Б. Асафьева, балетмейстер Р. Захаров — Царица бала — первая исполнительница

## Фильмография
- 1934 — «Настенька Устинова» — танцовщица
- 1940 — «Концерт-вальс»
- 1951 — «Большой концерт», адажио из балета «Лебединое озеро» — Одетта (принц Зигфрид — А. Лапаури)

### Участие в фильмах
- 1958 — «Душой исполненный полет» (документальный)
- 2003 — «Марина Семенова. Торжество совершенной красоты» (документальный), режиссёр Н. С. Тихонов
- 2009 — «Агриппина Ваганова. Великая и ужасная» (документальный)